# Burgruine Wirsberg
Die Burgruine Wirsberg, auch „Wirtesburg“ genannt, ist die Ruine einer Höhenburg auf dem Burgfelsen nordwestlich des Zusammenflusses von Koser und Schorgast im Markt Wirsberg im oberfränkischen Landkreis Kulmbach in Bayern.
Die Burg wurde um 1200 vom Haus Andechs-Meranien erbaut, 1231 erwähnt, 1554 und im Dreißigjährigen Krieg zerstört. Als ehemalige Besitzer der Burg werden die Herren von Wirsberg genannt. Von der ehemaligen Burganlage sind nur noch Mauerreste erhalten.